# Vossloh
Vossloh AG — залізнична технологічна компанія, розташована у Вердолі, земля Північний Рейн-Вестфалія, Німеччина.
У 2016 році продажі групи SDAX, зареєстрованої на біржі SDAX, становили близько 930 мільйонів євро, станом на 2017 рік вона мала 4000 співробітників.

Історія Vossloh починається з кінця XIX століття та Едварда Воссло, коваля, який виконував замовлення компонентів для Королівських прусських залізниць в 1880-х роках.
У наступні десятиліття компанія розширила виробництво загального обладнання, включно з декоративними елементами та патронами для електричного освітлення.
Компанія вже давно базується у Вердолі, під час другої половини Другої світової війни об'єкти компанії зазнали бомбардувань.
Після завершення війни було втрачено кілька дочірніх компаній.
Однак компанія Vossloh вижила, запустивши виробництво тримачів люмінесцентних ламп на заводі в Люденшайді в 1946 році.
У 1967 році вона здобула ліцензію на виготовлення нового кріплення рейкових затискачів.
Наприкінці 1980-х років проведено значну реорганізацію, залучено керівництво за межами родини Воссло, придбано конкуруючу компанію Schwabe GmbH, а 1 грудня 1989 року Vossloh-Werke GmbH стала публічною акціонерною компанією.
На початок XXI століття Vossloh перетворився на світового лідера на ринку як рейкових скріплень, так і стрілочних систем; низка придбань в 1990-х і 2000-х роках значно зміцнила її присутність у залізничному секторі.
У Північній Америці Vossloh став провідним виробником бетонних залізничних шпал.
Він запропонував унікальну в усьому світі технологію шліфування, так зване високошвидкісне шліфування, для обслуговування колії.
Vossloh раніше володів трьома бізнес-підрозділами з електричних систем, локомотивів і залізничних транспортних засобів; їх продали у 2015, 2020 та 2016 роках відповідно.
Торгова марка «Vossloh» досі використовується для кількох продуктів, які не пов'язані або більше не пов'язані з Vossloh AG.
Наприклад, локомотиви Vossloh виробляються корпорацією China Railway Rolling Stock Corporation (CRRC) з 2020 року.

Його клієнтами, як правило, є державні та приватні залізничні компанії та мережеві оператори, а також регіональні та муніципальні транспортні компанії.
Від часу реструктуризації в середині 2010-х років Vossloh зосереджується на цільових ринках Китаю, США, Росії та Західної Європи.
Важливі виробничі підприємства Vossloh розміщені в Німеччині, Франції, Люксембурзі, Польщі та Скандинавії. Крім того, група має дочірні компанії в Азії, Північній і Південній Америці, Австралії та Росії.

## Структура компанії
Vossloh має три підрозділи, які сприяють розвитку основного бізнесу, залізничної інфраструктури: основні компоненти, індивідуальні модулі та рішення життєвого циклу.
На початок 2010-х Vossloh мав чотири підрозділи.
Четвертий підрозділ «Транспорт» займався розробкою та виробництвом дизельних локомотивів, а також надавав всі необхідні послуги з обслуговування та ремонту локомотивів.
З прийняттям стратегії наприкінці 2014 року транспортний напрям перестав бути частиною основного бізнесу.
Окремі компанії централізовано координуються холдинговою компанією Vossloh AG і працюють спільно під брендом Vossloh.

### Core Components
Підрозділ Core Components виробляє продукцію для залізничної інфраструктури.

Бізнес-підрозділ Vossloh Fastening Systems виробляє системи та компоненти рейкового кріплення, які використовуються у 65 країнах.
Еластичні системи з гвинтовим кріпленням, які не потребують технічного обслуговування, підходять для будь-якого застосування: баластні та плитні колії, магістральні та звичайні лінії, високошвидкісні лінії, великовантажний та місцевий транспорт.
Щороку виробляється приблизно 50 мільйонів натяжних затискачів.

У складі підрозділу: Vossloh Fastening Systems GmbH (Німеччина), Delkor Rail Pty. Ltd. (Австралія),

Patil Vossloh Rail Systems Pvt. Ltd. (спільне підприємство з Patil Group of India), Vossloh Sistemi srl (Італія), Vossloh-Kaz (Росія), Vossloh Utenzilija d.d. (Хорватія), Vossloh Skamo Sp. z.o.o. (Польща), Vossloh Tehnika Feroviara SRL (Румунія), Vossloh Drážní Technika s.r.o. (Чехія), Vossloh Rail Technology Limitet Sirketi (Туреччина), Feder-7 GmbH (Угорщина) і Vossloh Fastening Systems America Corporation (Чикаго, США) .
Бізнес-підрозділ Vossloh Tie Technologies виробляє бетонні шпали в Північній Америці. Крім того, шість власних виробничих майданчиків у США та ще одна в Мексиці також виробляють залізничні стрілки, бетонні рейки з низьким рівнем вібрації та панелі для перехресть.

### Customized Modules
Підрозділ Customized Modules розробляє та виготовляє системи для залізничної інфраструктури, які мають бути індивідуально адаптовані до замовника та проєкту.
Встановлення та технічне обслуговування супутні послуги Vossloh.

Vossloh Cogifer виробляє системи залізничних стрілочних переводів на понад 30 виробничих майданчиках у 20 країнах:

Vossloh Nordic Switch systems AB (Швеція), KIHN (Люксембург), Vossloh Track Material Inc. (Вілмінгтон, США) і Cleveland Track Material Inc. (Клівленд, США) і Vossloh Cogifer Australia Pty., а також два спільних підприємства Corus Cogifer Switches та Crossings

(Сканторп, Велика Британія) і Amurrio Ferrocarril y Equipos SA (Іспанія).

З 2012 року компанію Corus Cogifer Switches and Crossings перейменували на VTS Track Technology Ltd. через придбання Corus компанією Tata Steel і Cogifer компанією Vossloh.

Vossloh є мажоритарним акціонером спільного підприємства з аргентинською державною інфраструктурною компанією Trenes Argentinos Infraestructura під назвою Vossloh Cogifer Argentina SA, створеного у 2013 році з виробничим заводом поблизу міста Ла-Плата.

Крім стрілочних переводів і переїздів Vossloh виробляє марганцеві гайковерти, пластини стрілочних переводів, приводи стрілочних переводів і блокувальні пристрої, сигнальні вироби та системи моніторингу залізниці.

### Lifecycle Solutions
Підрозділ Lifecycle Solutions компанії Vossloh надає послуги, пов'язані з рейками.
А саме зварювання та транспортування довгих рейок, технічне обслуговування та профілактику колій і стрілочних переводів, а також відновлення та переробку старих рейок.
Ці послуги також охоплюють управління життєвим циклом цілих дистанцій колії.

Vossloh Rail Services надає технічне обслуговування інфраструктури залізничних колій, зокрема шліфування, зварювання, заміну та випробування.

Відділ був утворений у 2010 році шляхом придбання частин Stahlberg-Roensch Group і Logistikgesellschaft Gleisbau mbH і Instandhaltungssysteme Bahn GmbH у Contrack Group.

### Транспорт
Транспортний підрозділ виробляв локомотиви та надавав відповідні послуги.

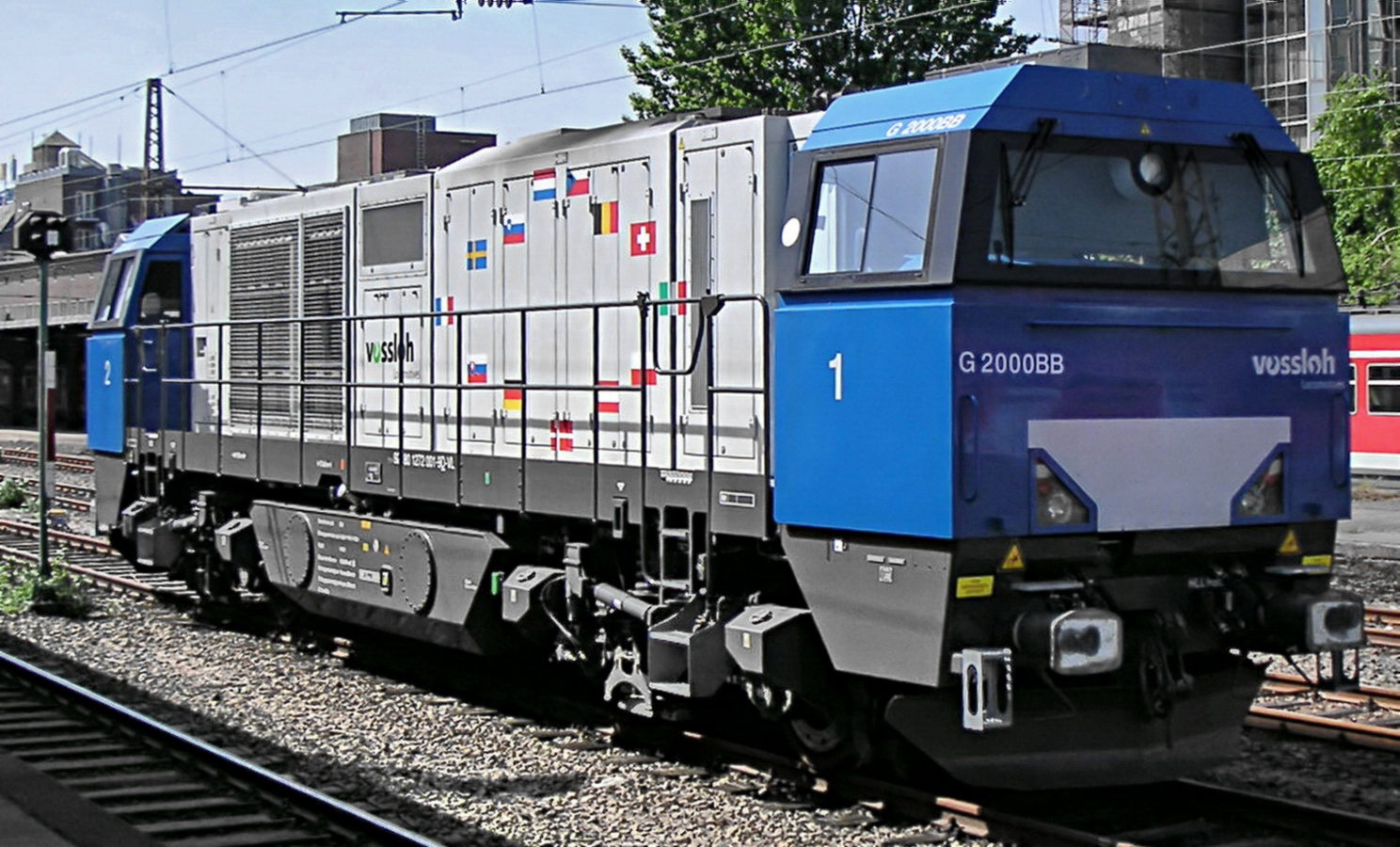
Vossloh G2000 BB Дизель-гідравлічний локомотив

Vossloh Locomotives GmbH, колишній локомотивний завод Maschinenbau Kiel у Кілі, виробляє дизель-електричні та дизель-гідравлічні локомотиви з центральною кабіною для вантажних і маневрових цілей.

Основною продукцією заводу до 2009 року були тепловози типу Vossloh G1000 BB, MaK / Vossloh G1206, Vossloh G1700 BB та Vossloh G2000 BB.
Основними замовленнями компанії були варіанти G1206/1700 для французької (SNCF Class BB 61000
)
та швейцарської залізниці (SBB Am 843
).
Тривісний маневровий локомотив типу Vossloh G6 був представлений у 2008 році, у 2009 році компанія оголосила про намір запропонувати дизель-електричний або дизель-гідравлічний варіант чотиривісних локомотивів з центральною кабіною в двох діапазонах потужності: G12 або DE12 і G18 або DE18

(приблизно відповідає діапазонам потужностей версій G1206 і G1700.)
До середини 2015 року серія Vossloh Eurolight мала кілька невиконаних замовлень для британського оператора Direct Rail Services та італійського залізничного оператора Dinazzano Po.

У серпні 2016 року Vossloh Locomotives виграла контракт на 140 мільйонів євро на постачання 44 локомотивів класу DE18 для французької залізничної компанії Akiem S.A.S.

У травні 2020 року Vossloh продала свій бізнес-підрозділ локомотивів China Railway Rolling Stock Corporation Zhuzhou Locomotive Co.

#### Залізничні транспортні засобиVossloh
Vossloh Rail Vehicles (раніше Vossloh España SA) придбано в Alstom у 2005 році.
Колишній завод Meinfesa виробляв дизельні електровози, а також пасажирські вагони, трамваї та візки.
.
Компанія виробляла локомотиви SNCF BB 460000

(у співпраці з Alstom) і локомотиви Vossloh Euro.
У 2010 році компанія випустила новий тип локомотива: дизель-електричний локомотив Eurolight, розроблений для залізниць, що вимагають навантаження на вісь менше 20 т, і з встановленою потужністю двигуна 2,3 або 2,8 МВт.

У вересні 2012 року Vossloh представила макет локомотива «Desert Hawk», єдиного завершеного розвитку дизайну локомотива Euro, призначеного для використання в пасажирських потягах в жарких і піщаних умовах.

Наприкінці 2015 року було оголошено про продаж підрозділу залізничних транспортних засобів Stadler Rail.

#### Vossloh Kiepe
Vossloh Kiepe GmbH виробляє електричні системи для легкорейкового транспорту, тролейбусів і гібридних автобусів, включаючи електричну тягу та керування, кондиціонування повітря та опалення, а також ремонт і модернізацію пасажирських залізничних транспортних засобів.

Бізнес (як Vossloh Electrical Systems) був проданий наприкінці 2016 року Knorr-Bremse.